# Bugabira
 Bugabira ist eine Gemeinde in der burundischen Provinz Kirundo.

## Geographie
Bugabira hat eine Fläche von 235,3 km² und Stand 2008 eine Einwohnerzahl von 89.259. Die Gemeinde liegt im Norden der Provinz Kirundo und grenzt an ihrer Nord- und Westseite an Ruanda. Die Nordgrenze zum ruandischen Distrikt Bugesera verläuft durch den Cohoha-See. Weitere Seen im Gemeindegebiet sind der Lac Gacamirinda und Lac Gitamo. Die Westgrenze der Gemeinde bildet der Fluss Akanyaru. Auf der ruandischen Seite befinden sich die Distrikte Gisagara und Nyanza. Der Flussabschnitt verläuft durch ein Feuchtgebiet, welches auf der sich in Ruanda befindenden Flussseite von BirdLife International als Important Bird Area klassifiziert wurde. Nachbargemeinden innerhalb Burundis sind Ntega im Südwesten und Kirundo im Südosten.